# زوران کورپوریشن
زوران کورپوریشن (انگلیسی: Zoran Corporation) شرکت الکترونیک آمریکایی است، که در سال ۱۹۸۱ تأسیس شد.